# Боуман (Јужна Каролина)
Боуман (енгл. Bowman) град је у америчкој савезној држави Јужна Каролина.

## Демографија
По попису из 2010. године број становника је 968, што је 230 (-19,2%) становника мање него 2000. године.
| Група             | 2000.       | 2010.       |
| Белци             | 352 (29,4%) | 270 (27,9%) |
| Афроамериканци    | 825 (68,9%) | 675 (69,7%) |
| Азијати           | 2 (0,2%)    | 1 (0,1%)    |
| Хиспаноамериканци | 8 (0,7%)    | 17 (1,8%)   |
| Укупно            | 1.198       | 968         |